# Altdorf (Esslingen)
Pour les articles homonymes, voir Altdorf.
Altdorf est une commune de Bade-Wurtemberg (Allemagne), située dans l'arrondissement d'Esslingen, dans la région de Stuttgart, dans le district de Stuttgart.

## Géographie
Altdorf se situe à environ un kilomètre et demi au sud-est du Haut-Neckar, sur les contreforts du Jura souabe, et à environ six kilomètres au sud-ouest de Nürtingen à vol d'oiseau. Une grande partie de la commune est drainée par l'Autmut vers le Neckar.